# Mükerrem Hatun
Mükerrem Hatun (n. 1496 - d. 1550), cunoscută ca și Fülâne Hatun, a fost prima consoartă a sultanului Süleyman I Magnificul, mama prințului Mahmud și a prințesei otomane Fatma Nür Sultan. 
Mükerrem era de origine greacă și a fost adusă în haremul din Manisa în anul 1510, pe vremea când sultanul Süleyman era încă prinț (Sanjak Bey) și guverna această provincie. În anul 1512 se naște primul fiu al lui Süleyman, prințul Mahmud, născut din Mükerrem. Pe la sfârșitul aceluiași an se naște un alt fiu, prințul Murad Arhivat în 14 mai 2023, la Wayback Machine., dar aceasta era născut din Gülfem Hatun, cea de-a doua consoartă a lui Süleyman. Nașterea primului prinț îi oferă lui Mükerrem statutul de „baș kadın” care înseamnă „prima consoartă”. Regula de la acea vreme era foarte simplă și reda faptul că primul prinț născut este moștenitorul direct la tron, iar mama sa va fi următoarea Valide-sultan. Mükerrem nu a reușit să se bucure prea mult de fiul ei, deoarece la 29 octombrie 1521, fiul ei moare de variolă, în același an ca și prințul Ahmed, fiul lui Mahidevran Hatun. Acest eveniment îi desprinde lui Mükerrem statutul de „baș kadın”. În anul 1516 mai naște o fiică, pe Fatma Nür Sultan. 
La 30 septembrie 1520, Süleyman urcă pe tronul Imperiului Otoman, după moartea tatălui său, sultanul Yavuz Selim I. Mükerrem, împreună cu celelalte două consoarte ale lui Süleyman vin la Istanbul și se mută în Palatul Topkapı, împreună cu copiii lor. Süleyman nu-și mai arăta iubirea și afecțiunea față de Mükerrem, ci mai degrabă față de Mahidevran Sultan, deoarece fiul ei, prințul Mustafa era noul moștenitor la tron.
Nu după foarte mult timp, o nouă concubină își face apariția în harem, Hürrem Hatun, cunoscută în partea europeană ca și Roxelana, cea mai îndrăgită și cea mai iubită de către sultan. Iubirea dintre Hürrem și Süleyman era atât de mare încât gelozia între concubinele haremului era maximă, sultanul dorind-o doar pe ea. Mükerrem era afectată de acest lucru dar nu avea încotro. Hürrem primește pentru prima dată în istoria Imperiului Otoman titlul de „Haseki Sultan”, care înseamnă „sultana favorită / prima sultană / sultana principală”. Puterea lui Hürrem creștea foarte mult pe zi ce trece, iar celelalte consoarte, printre care și Mükerrem formau o relație de rivalitate. Hürrem încerca cu orice preț să le înlăture pe celelalte femei și reușește să-l facă pe sultan să o iubească doar pe ea. Mükerrem știa foarte bine ce planuri avea Hürrem Sultan, iar pentru a nu suferi, în anul 1531, îi cere lui Süleyman să fie exilată. Süleyman acceptă acest lucru și o exilează pe Mükerrem și pe fiica ei la Vechiul Serai, apoi la Edirne unde își va petrece restul vieții în singurătate. Aceasta era o nouă victorie a lui Hürrem Sultan, ea fiind implicată în mod direct pentru exilarea lui Mükerrem. 
Fiica lui Mükerrem, Fatma Nür Sultan, era foarte respectată la curtea otomană, fapt pentru care ea venea de multe ori să-și viziteze tatăl și frații vitregi, iar lui Mükerrem îi era interzis să mai viziteze capitala, de aceea doar fiica ei mai făcea acest lucru. Mükerrem moare în anul 1550 la Edirne, cauza morții fiind incertă.